# Omocisteina S-metiltransferasi
La omocisteina S-metiltransferasi è un enzima appartenente alla classe delle transferasi, che catalizza la seguente reazione:
S-adenosil-L-metionina + L-omocisteina ⇄ S-adenosil-L-omocisteina + L-metionina
L'enzima dei batteri utilizza la S-metilmetionina, come donatore, molto più attivamente della S-adenosilmetionina.